# Péchenga
Péchenga (en ruso: Пе́ченга) es un asentamiento de tipo urbano de Rusia perteneciente al raión homónimo de la óblast de Múrmansk. Se sitúa en las riberas del río Péchenga, unos pocos kilómetros al sur de la bahía de Péchenga. La localidad se encuentra estratégicamente situada cerca de la frontera que Rusia tiene con Noruega, así como está inmersa en una importante zona minera.
En 2019, la localidad tenía una población de 3268 habitantes.

## Historia
El pueblo se originó a partir del monasterio de Péchenga, fundado en 1533 por la Iglesia ortodoxa rusa con el fin de cristianizar al pueblo skolt. Entre los años 1920 y 1944 Péchenga perteneció a Finlandia y entonces era llamada Petsamo (Петсамо); en esa época funcionó como un corredor geográfico de Finlandia al océano Ártico.
Antes de que el raión de Péchenga se constituyera en 2020 como ókrug municipal, Péchenga era sede de un ayuntamiento urbano de casi ocho mil habitantes, que incluía como pedanías las localidades rurales de Vaida-Gubá, Liinajamari, Péchenga (poblado ferroviario), Spútnik y Tsypnavolok.